# 鍼医
鍼医（はりい）は、奈良もしくは平安時代から明治時代初期までの日本において鍼もしくは灸を使用して治療（現代では医療行為)を行った職業およびそれに従事していた人の名称で、鍼醫または針医（しんい）とも呼ばれた。なお、例は少ないながら中国でも使用例はあるものの、もっとも多く使用されたのは日本の江戸時代である。現在では医師法第33条により鍼医と名乗る事を規制されており、はり師もしくは鍼灸師として国家資格化されている。なお、名称から「鍼のみを使用する者」との誤解が多いが、実際には「鍼のみ使用するもの」と「鍼と灸を使用する者」それぞれ鍼医を名乗っており、これは中国の古代鍼灸流派から始まっている。

## 歴史
その古来起源ははっきりしない。考古学的発掘により文字の歴史より鍼の歴史は古いと推測されている。近年古代中国の馬王堆漢墓が発掘され今まで最古とされた文献が更新された。文字分析から鍼灸関連の言及も多く、今後の文献あるいは歴史的記録の更新も期待されるが、馬王堆漢墓から出土した文献は、絹に書かれた帛書で転写等があり、文字解釈に異議が出されており、まだ確定してない。今後の研究が待たれるが現時点で判明している日本の鍼の記録としては562年（欽明天皇23年）に中国の呉国から知聡（ちそう）が書物と共にその技術を伝えたのに始まるとされる。701年（大宝元年）には大宝律令の医疾令が、続けて757年（天平宝字元年）には養老律令の医疾令が発せられて、鍼医の原型となるべく官制が定められた。
同令では、宮内省典薬寮に鍼博士（定員1名）・鍼師（定員5名）・鍼生（定員20名）などを置くことが医博士、医生などの制度と並んで設けられた。鍼博士は従七位相当官であったが、任じられた丹波康頼は、従五位（後にさらに昇官）に任じられ貴族に列しており、大宝律令に基づく鍼博士が高い身分であることが窺える。医疾令は後代に条文の多くが失われ、また残された資料も四散しており、関連文書からの推定復元が進められているものの当時の制度で不明な点も多い。本来は、治療に用いる鍼を製作する人を「鍼師」（はりし）と、鍼による治療を行う人を「鍼医」と呼んでいた。ただし、この呼び分けは、医疾令からのものもか、あるいは医疾令崩壊後の鎌倉時代以降の用例なのかははっきりしていない。また、平安時代の医官は、医者と書いて「くすし」と読んでいたようである。
典薬寮に務めた鍼生は、基礎教養2年および専門教育7年の計9年間の教育を受け、試験を受け合格した後に医療に携わっていたようである。
当時の医療は「薬物・鍼・灸・蛭食」であり、鍼も医療の一つとみなされていた。『権記』長保4年5月6日条には「詣弾正宮、奉謁入道納言、為時真人・正世朝臣等祗候、正世針宮御腫物、膿汁一斗許出、各給疋綾、」とあり、現在の鍼とは異なり外科的な使い方をしていた。また、当時の患者は、5位以上の貴族であり、5位以上の官職にある者は、申請すれば典薬寮の治療を受けられていたようである。
平安時代中期に差し掛かると、鍼博士・鍼師・鍼生に関わらず、典薬寮に所属する官人すべてが「薬・鍼・蛭食」による当時の治療を行うようになり、また、彼らすべてを区別なく「くすし」（医者）と呼ぶようになる。また、典薬寮の官人に留まらず、退官者も同じく薬と鍼による治療を行うようになり、彼らも同様に「くすし」と呼ばれるようになっていった。12世紀末に編纂された『二中歴』によれば、平安時代中期の医者は全て典薬寮での勤務経験者であったことが窺える。この「くすし」が何時頃「鍼医」に変化したかははっきりしていないが、平安時代が終わり、鎌倉時代に移ると、医疾令に基づく典薬寮制度が崩壊し、鍼博士・鍼師・鍼生らは民間に進んで徒弟制度に移行していく。
江戸時代に入ると鍼治療は急速な発展を遂げ、中には幕臣の奥医師となる者も現れて社会的地位も向上した。また、江戸時代より視覚障害者（盲人）が鍼医となることが多くなり、彼らは検校や法眼を最高位とする階級制度の下で当道座に支配されていた。この頃の鍼医には、徳川家光の鍼医として山川検校（城管貞久）、徳川綱吉の鍼医として杉山和一、徳川家斉の鍼医として石坂宗哲などが知られる。当時の医師の診療科は本道・傷科・鍼科・口科・眼科・小児科・産科の7科であり、鍼医はその一つと見なされていた。なお、杉山和一は管鍼法を発明し、石坂宗哲はシーボルトに鍼医道具と書籍を贈ったり、西洋医学を取り入れて医学における東西融合を試みたりした。
しかし、江戸時代に築かれた高度な鍼医制度は明治維新により財政的基盤を崩壊する。ただし、民衆の支持も多く江戸鍼医制度の崩壊は段階的だったと推定され、具体的に崩壊が決定的になったのは明治政府の厚生政策で1874年（明治7年）長与専斎によって明治の医制が定められてからであった。以降はドイツ医学を学んだドイツ医のみが医療を行いうる者とみなされ、オランダ医、イギリス医、漢方医、鍼医などは排除された。なお、鍼灸関係者に西洋医優先で東洋医者が排除されたと記述される例がほとんどだが、実際には西洋東洋関係なくドイツ医以外は排除された。これの起源は明治2年の相良知安の提言による。相良は佐賀藩出身で、公費により西洋を留学見聞してきたが、その結果、(当時)今後の主流はドイツ流医学になると強く主張した。幕末の薩摩藩はイギリスと同盟を組んでおり、その結末からイギリス人医者を受け入れていた。その際の医者がウィリアム・ウィリスで、自らの危険を顧みず敵(幕府)の患者を治療したい意を伝えるなど、仁ある医者として知られていた。西郷隆盛などは気に入り、土佐藩の山内容堂は治療をきっかけにウィリアム・ウィリスを気に入る。なお、明治2〜3年当初の文部卿(教育大臣)は山内容堂である。明治当初、明治政府の中でイギリス医を押す西郷、山内らと帰国し強くドイツ医を押す相良で強烈な意見の対立が起きる。当初、相良はドイツ流の推薦を行うばかりで、他流医術の排除を行うものではなく、相良案では漢方も鍼も排除するものではなかった。対立は激しくなり、明治3年には、相良が逮捕され牢獄に入れられる事態になっている。一旦、牢獄から出されたものの、後に相良は更迭されている。なお、相良は東京医学校初代校長(後の東大医学部)として静かに祀られている。相良が就任していた文部省医務課長の後に、就任した長与専斎は、文部省医務局となり、すぐに内務省医務局そして内務省衛生局となり、これが現在の厚生省の母体となっている。長与は、鍼医（および漢方医など）から医者の名称や医の名称使用と治療を禁止しようとした。その時の記述は｢医師の試験法はかく前後九年に亘り三たびの改正を経て大体の基礎は定まりけるが、この前後にありて漢医者流はようやくその業の衰運に傾けるをかこち、いかにしてかその系統を存せんものをと朝野の間に奔走して回復を謀るも多く、あるいは議難しあるいは哀訴し、甚だしきは陰かに恐嚇の手段を取るものさえ起こり、陰に陽に百万術策を尽くして至らざるはなく、その上要路の向々にても、漢法医なりとて捨つべきものにあらず、別にこの科の試験法を儲くべしとの論も起こりほどなれば、余は四面攻撃の衛に当たりて数年の間ひとり弁論説明の責に任じ、筆は禿し舌は燗（ただ）れんばかりなりき。およそ余が事業中医開業試験の制定ほど意想外に心を苦しめ思いを焦がしたるものはなし。｣である。ともかく、一旦禁止されそうになるが、鍼医あるいは鍼医と共に抗議した漢方医(こちらの方が主力だったらしい)の陳情の結果、鍼治療は医療というよりは視覚障害者の職業として残されることとなり、その後は規制の緩和と強化とを繰り返していたが、戦後に医師法第33条により医師以外の者が広告・看板等で「医」の文字を使うことが禁じられたため、現在ではほぼ死語となり、職業名として鍼医を使用することはなくなった。なお、長与が推し進めた結果輸入されたドイツ医学としてはレオポルト・ミュルレルが明治時代に送られた。偶然であったが、これはドイツ医の中でも軍医であり、今後は日本医学の潮流にドイツ軍の軍医を中心とした軍隊式が取り入れられる事となる。鍼医についての現在では、法律の規制外に当たる学術団体などが団体名の一部に使用するほか、職制として使用する場合は、歴史的用法を示すものとして使われる。なお、現代の長與が制定した明治以降の医法に反発する意味でも使う例がまれにある。中国語では書籍タイトルの一部として鍼医の名称が使用されている。

## 著名な鍼医

### 古代〜安土桃山時代
- 平安時代
  - 丹波康頼 - 従五位鍼博士。『医心方』を著した。『医心方』（半井家本）が1984年6月に国宝指定されている。

- 鎌倉・室町・戦国時代
  - 曲直瀬道三 - 医聖。四知（神・聖・功・巧）を説き、当時廃れつつあった鍼の必要性を認め、復権させる元となった。著書に「指南鍼灸集」。
  - 御薗夢分斎 - 禅僧。母を治すため学ぶも効果なく、座禅を組んで悟りを開き、一切何も質問せず、ただ腹だけを観て鍼を打つ。夢分流の創始者。

- 安土桃山時代
  - 御薗意斎 - 鍼博士。正親町天皇、後陽成天皇に仕えた。御薗流創始者。御薗夢分斎に学び打鍼術を生み出した。杉山和一に影響を与える。
  - 吉田意休 - 神官の家に生まれ、明に渡り医術を学び、帰国後『刺鍼家鑑』を執筆。入江流（入江流鍼術とは別）を始めた。
  - 入江頼明 - 入江流鍼術の創始者。

### 江戸時代
- 前期
  - 山川検校 - 徳川家光の鍼医。盲人用の鍼医学校を作り、後進に道を切り開いた。
  - 杉山和一 - 師匠より破門されたが、工夫して管鍼法を編み出し奥医師にまで栄達した。盲人への教育制度を完成させ、杉山流を興した。

- 中期
  - 菅沼周桂 - 鍼灸復古を唱えた。

- 後期
  - 石坂宗哲 - 奥医師、晴眼者最高位の法眼。石坂流創始者。徳川家斉の侍医。シーボルトにも鍼を打ったという。東西医学の融合を試みた。
  - 米山検校 - 聴覚障害者（盲人）で、貧農の身から江戸に出て鍼医、検校となり、巨万の富を築き上げた。3万両で旗本男谷家の株を買い、幕臣となった。勝海舟の曽祖父。
  - 坂井豊作 - 坂井流の創始者。号は梅軒。加賀の武士で武道の達人だった。蚊が刺すような鍼を目指せと指導した。また、垂直に刺す方法を拒否し、横（または斜め）から刺した。

### その他
- 海外の鍼医
  - 扁鵲 - 古代中国の伝説的な名医。紀元前655年 - 紀元前350年の人で、鍼で死者を蘇らせたなどの神話が残っている。
  - 許任 - 李氏朝鮮の鍼医。朝鮮最高の鍼医との評がある。

- 架空の鍼医
  - 藤枝梅安 - 時代小説の主人公。テレビドラマ化された。